# Motocross delle Nazioni 2006
L'edizione 2006 del Motocross delle Nazioni (conosciuto anche con i nomi Motocross des Nations, Motocross of Nations o MXDN) si è svolto a Matterley Basin, presso Winchester, in Gran Bretagna.

## Riassunto
L'edizione 2006 ha visto la conferma del titolo per la selezione statunitense, dove per altro è cambiata per due terzi rispetto a quella del 2005.
Secondo i progetti il dream team USA avrebbe dovuto vedere la partecipazione di James Stewart Jr., campione del mondo Supercross 2006, Ricky Carmichael, campione AMA Motocross e Supercross e Ryan Villopoto, campione AMA Motocross Lites.
Ma colui che avrebbe dovuto guidare il suo paese come capitano al MXDN, ossia il 15 volte campione AMA Carmichael, si è infortunato nell'ultima gara del campionato Motocross AMA a Glen Helen a causa di una brutta caduta, lesionandosi la spalla sinistra e pregiudicando la sua partecipazione all'evento, spalancando le porte della nazionale così ad Ivan Tedesco.
La nazionale USA vince, ma solo grazie ai piazzamenti, e facendosi battere nelle singole gare dalle Yamaha di Antonio Cairoli e del 10 volte campione, ormai trentacinquenne, Stefan Everts.
La selezione italiana ha dato dei segni molto positivi di ripresa dopo il 14º posto del 2005, con segnali di indiscusse capacità come la sovracitata vittoria di Cairoli e il sorpasso di David Philippaerts con la KTM 450 (dopo aver corso il mondiale con la 250) ai danni di Stefan Everts.

## Gare

### Gara 1 (MX1 & MX2)
| Pos. | Pilota             | Moto     | Tempo |
| ---- | ------------------ | -------- | ----- |
| 1    | Stefan Everts      | Yamaha   |       |
| 2    | James Stewart      | Kawasaki |       |
| 3    | Ryan Villopoto     | Kawasaki |       |
| 4    | Christophe Pourcel | Kawasaki |       |
| 5    | Ben Townley        | Kawasaki |       |
| 6    | Joshua Coppins     | Honda    |       |
| 7    | David Philippaerts | KTM      |       |
| 8    | Maximilian Nagl    | KTM      |       |
| 9    | Tyla Rattray       | KTM      |       |
| 10   | Antonio Cairoli    | Yamaha   |       |

### Gara 2 (MX2 & Open)
| Pos. | Pilota             | Moto     | Tempo   |
| ---- | ------------------ | -------- | ------- |
| 1    | Antonio Cairoli    | Yamaha   | 34'51"  |
| 2    | Ryan Villopoto     | Kawasaki | a 3"    |
| 3    | Benjamin Townley   | Kawasaki | a 7"    |
| 4    | Steve Ramon        | Suzuki   | a 8"    |
| 5    | Tyla Rattray       | KTM      | a 17"   |
| 6    | Ivan Tedesco       | Suzuki   | a 21"   |
| 7    | Christophe Pourcel | Kawasaki | a 48"   |
| 8    | Jussi Vehvilainen  | Suzuki   | a 50"   |
| 9    | Tommy Searle       | Kawasaki | a 53"   |
| 10   | Carlos Campano     | KTM      | a 1'09" |

### Gara 3 (MX1 & Open)
| Pos. | Corridore          | Squadra  | Tempo   |
| ---- | ------------------ | -------- | ------- |
| 1    | Stefan Everts      | Yamaha   | 34'27"  |
| 2    | James Stewart      | Kawasaki | a 4"    |
| 3    | David Philippaerts | KTM      | a 23"   |
| 4    | Tanel Leok         | Kawasaki | a 28"   |
| 5    | Steve Ramon        | Suzuki   | a 32"   |
| 6    | Jonathan Barragan  | KTM      | a 36"   |
| 7    | Sébastien Pourcel  | Kawasaki | a 41"   |
| 8    | Joshua Coppins     | Honda    | a 46"   |
| 9    | Ivan Tedesco       | Suzuki   | a 51"   |
| 10   | Billy Mackenzie    | Yamaha   | a 1'01" |

## Classifica finale
| Pos | Selezione nazionale | Pilota             | Casa     | Moto      | Classe | Gara 1 | Gara 2 | Gara 3 | Punti |
| --- | ------------------- | ------------------ | -------- | --------- | ------ | ------ | ------ | ------ | ----- |
| 1   | Stati Uniti         | James Stewart      | Kawasaki | KX-F 450  | MX1    | 2      |        | 2      | 15    |
| 1   | Stati Uniti         | Ryan Villopoto     | Kawasaki | KX-F 250  | MX2    | 3      | 2      |        | 15    |
| 1   | Stati Uniti         | Ivan Tedesco       | Suzuki   | RM-Z 450  | Open   |        | 6      | 9      | 15    |
| 2   | Belgio              | Stefan Everts      | Yamaha   | YZ-F 450  | MX1    | 1      |        | 1      | 22    |
| 2   | Belgio              | Kevin Strijbos     | Suzuki   | RM-Z 250  | MX2    | 11     | 33     |        | 22    |
| 2   | Belgio              | Steve Ramon        | Suzuki   | RM-Z 450  | Open   |        | 4      | 4      | 22    |
| 3   | Nuova Zelanda       | Joshua Coppins     | Honda    | CR-F 450R | MX1    | 6      |        | 8      | 35    |
| 3   | Nuova Zelanda       | Ben Townley        | Kawasaki | KX-F 250  | MX2    | 5      | 3      |        | 35    |
| 3   | Nuova Zelanda       | Cody Cooper        | Honda    | CR-F 450R | Open   |        | 17     | 13     | 35    |
| 4   | Italia              | David Philippaerts | KTM      | SX-F 450  | MX1    | 7      |        | 3      | 37    |
| 4   | Italia              | Antonio Cairoli    | Yamaha   | YZ-F 250  | MX2    | 10     | 1      |        | 37    |
| 4   | Italia              | Cristian Beggi     | Honda    |           | Open   |        | 16     | 35     | 37    |
| 5   | Francia             | Sébastien Pourcel  | Kawasaki |           | MX1    | 15     |        | 7      | 48    |
| 5   | Francia             | Christophe Pourcel | Kawasaki |           | MX2    | 4      | 7      |        | 48    |
| 5   | Francia             | Yves Demaria       | KTM      |           | Open   |        | 19     | 15     | 48    |
| 6   | Regno Unito         | Billy Mackenzie    | Yamaha   |           | MX1    | 13     |        | 10     | 55    |
| 6   | Regno Unito         | Tommy Searle       | Kawasaki |           | MX2    | 40     | 9      |        | 55    |
| 6   | Regno Unito         | Carl Nunn          | KTM      |           | Open   |        | 12     | 11     | 55    |
| 7   | Sudafrica           | Neville Bradshaw   | Suzuki   |           | MX1    | 18     |        | 16     | 59    |
| 7   | Sudafrica           | Tyla Rattray       | KTM      |           | MX2    | 9      | 5      |        | 59    |
| 7   | Sudafrica           | Wyatt Avis         | KTM      |           | Open   |        | 11     | 36     | 59    |
| 8   | Spagna              | Jonathan Barragan  | KTM      |           | MX1    | 14     |        | 6      | 67    |
| 8   | Spagna              | Carlos Campano     | KTM      |           | MX2    | 23     | 10     |        | 67    |
| 8   | Spagna              | Alvaro Lozano      | KTM      |           | Open   |        | 20     | 17     | 67    |
| 9   | Estonia             | Tanel Leok         | Kawasaki |           | MX1    | 12     |        | 4      | 69    |
| 9   | Estonia             | Aigar Leok         | Yamaha   |           | MX2    | 16     | 13     |        | 69    |
| 9   | Estonia             | Juss Laansoo       | Honda    |           | Open   |        | 27     | 24     | 69    |
| 10  | Finlandia           | Antti Pyrhönen     | TM       |           | MX1    | 19     |        | 33     | 78    |
| 10  | Finlandia           | Matti Seistola     | Honda    |           | MX2    | 17     | 14     |        | 78    |
| 10  | Finlandia           | Jussi Vehvilainen  | Suzuki   |           | Open   |        | 8      | 20     | 78    |